# Piazza
Wilson da Silva Piazza (ur. 25 lutego 1943 w Ribeirão das Neves), brazylijski piłkarz, obrońca, pomocnik. Mistrz świata z roku 1970.
W reprezentacji Brazylii w latach 1967–1975 rozegrał 52 oficjalne spotkania. Podczas MŚ 70 zagrał we wszystkich meczach mistrzów świata. Był wówczas piłkarzem Cruzeiro EC. W klubie z Belo Horizonte spędził większość kariery, grał w nim w latach 1964–1977. W 1966 został mistrzem Brazylii, a dokładnie dekadę później wywalczył Copa Libertadores. Podczas MŚ 74 zagrał w trzech meczach, pełnił funkcję kapitana drużyny.